# Concoide de Nicomedes
A concóide de Nicomedes é uma concóide de uma reta, criada pelo matemático grego Nicomedes.
Seja uma concóide perpendicular ao eixo polar, a uma distância d do pólo e raio de circunferência r. Então, a equação da concóide de Nicomedes é
{\displaystyle \rho ={\frac {d}{cos\ \omega }}+r}
que, em coordenadas cartesianas, é a seguinte:
{\displaystyle (x-d)^{2}(x^{2}+y^{2})=r^{2}x^{2}\,}